# Фрике (крупа)

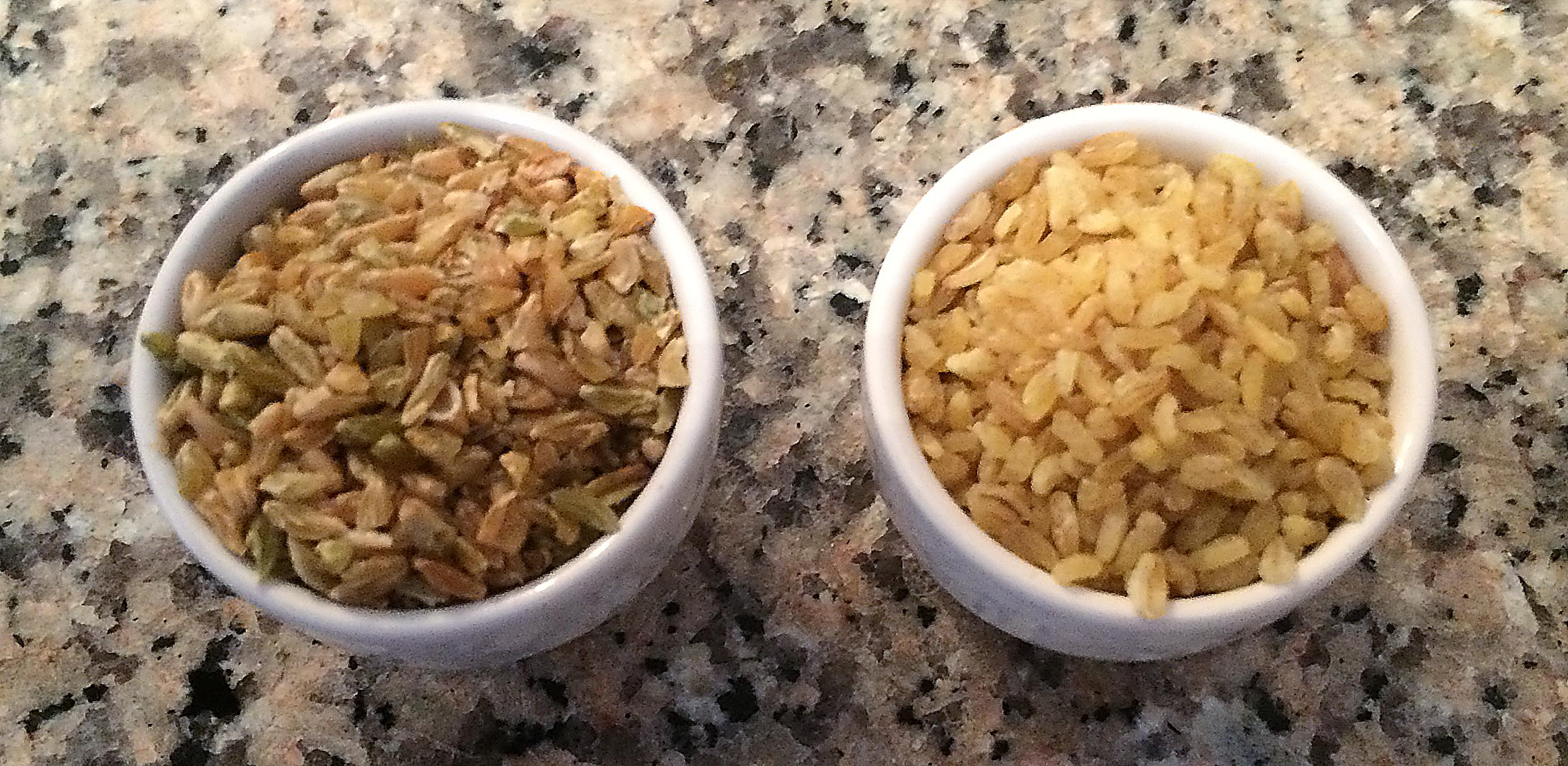
Турецкие крупы фирик (слева) и булгур (справа)

Фрике, или фарик (араб. فريكة‎ / ALA-LC: фарика) — крупа, произведённая из молодой пшеницы, прошедшая процесс обжарки в ходе производства. Это традиционная ближневосточная пища, которая особенно популярна в восточной, арабской, палестинской и египетской кухне, но также используется в Северной Африке и других соседних странах. Для её приготовления пшеницу убирают, когда колосья пожелтеют, но семена ещё остаются мягкими; затем её собирают в снопы и сушат на солнце. Высушенные снопы осторожно обжигают на огне так, чтобы сгорела солома и оболочка зёрен, оставив сами зёрна непровреждёнными. Высокая влажность зёрен предохраняет их от сгорания. Затем обжаренную пшеницу обмолачивают и снова сушат на солнце, чтобы добиться однородности цвета, вкуса и текстуры. От процесса обмолота, или шелушения, происходит имя этой крупы, фарик, что означает «отшелушенный.» Зёрна затем дробят на небольшие кусочки, в результате чего они становятся похожи на зелёный булгур.

## История

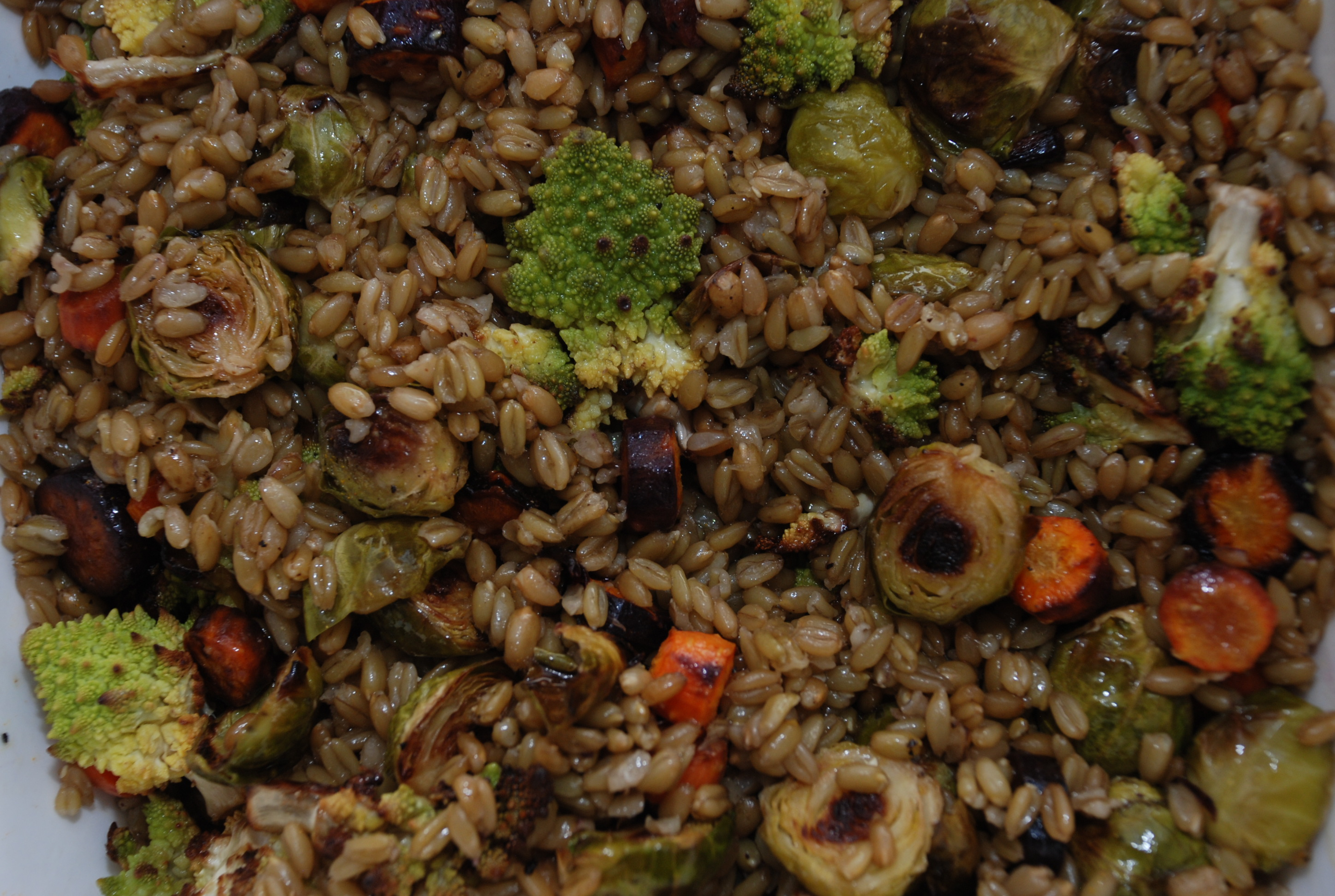
Фрике с жареными овощами

Похожая еда, приготовленная из ячменя, упоминается в Библии. Фрике упоминается в багдадской поваренной книге начала 13 века, как фарикийя. В этом рецепте мясо обжаривается в масле и тушится с водой, солью и корой корицы. Затем добавляется сушёный кориандр, смешанный с молодой пшеницей («фрике»). Готовое блюдо подаётся с кумином, корицей и свежим курдючным жиром.
В Египте фрике подаётся, как хамам биль-фарик (голубь, фаршированный молодой пшеницей). Также фрике готовится в Египте с луком и помидорами, а иногда с цыплёнком. Шурпат фарик биль-мук — это суп из фрике и костного мозга из Туниса. Фрике лахма, плов из молодой пшеницы с жареной бараниной, стручковой фасолью и орехами пинии, родом из Сирии, а шурпа аль-фарик — это палестинский суп с молодой пшеницей и цыплёнком.
В Сирии фрике обычно готовится с бараниной, луком, маслом, миндалем, чёрным перцем, корицей, кумином и солью.
В Палестине  традиционные местные общины Друзов по-прежнему готовят фреке старым способом.

## Пищевая ценность
100 грамм сухой крупы содержат приблизительно:
- Энергетическая ценность: 1471 кДж / 352 ккал
- Клетчатка: до 16,5 г
- Белки: до 12,6 г
- Углеводы: 72 г, в том числе 0,8 г сахаров
- Жиры: 2,7 г, в том числе 0,2 г насыщенных жиров
- Кальций: 53 мг
- Железо: 4.5 мг
- Натрий: 6 мг
- Калий: 440 мг

Пищевая ценность фрике сравнима с другими блюдами из круп. Некоторые рассматривают фрике, как «суперпищу», но исследователи считают этот термин «маркетинговым трюком, слабо подтверждаемым научными исследованиями». Фрике сравнима с такими диетическими продуктами, как киноа и фарро, и содержит как минимум в четыре раза больше пищевых волокон, чем другие сравнимые виды круп, состоящих в основном из неусваиваемой клетчатки. Она также имеет низкий гликемический индекс, в связи с чем пригодна в пищу при сахарном диабете.